# Episodio de atención

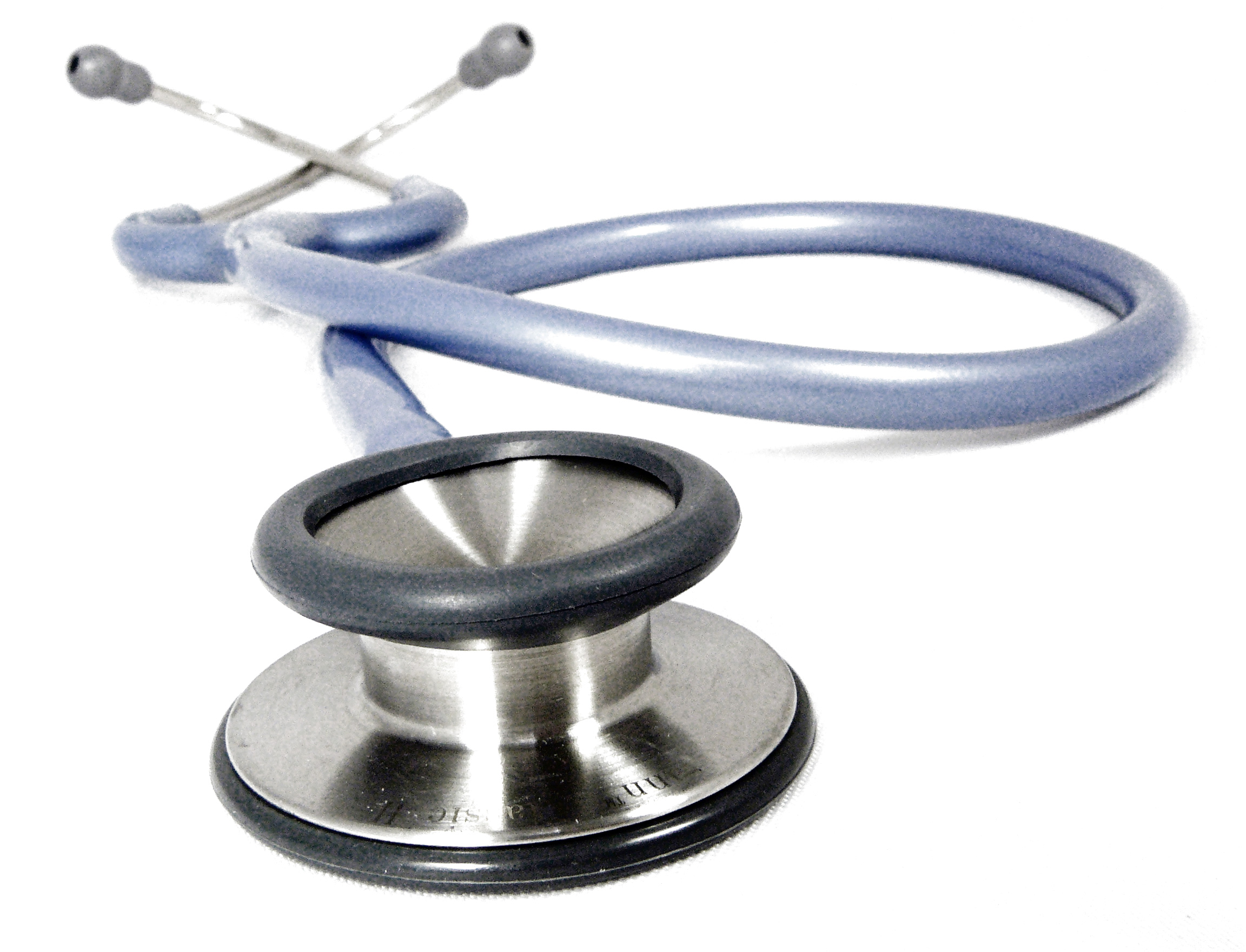

El episodio de atención es un problema de salud o enfermedad detectado por un profesional o referido por un paciente desde el primer contacto por dicho problema hasta su resolución (puede permanecer abierto toda la vida).

## Concepto
Un episodio de atención es un conjunto de una o más consultas, con uno o más especialistas incidentes en el mismo, de forma longitudinal o transversal, y su relación en el curso del tiempo (transición). Mientras que "episodio de enfermedad" (o simplemente "episodio") se refiere a la atención prestada a un problema concreto en un determinado paciente.
El episodio de atención es un concepto más amplio que el hospitalario de “episodio de enfermedad”, ya que incluye: la razón de consulta expresada por el paciente, los problemas de salud detectados por el profesional y las intervenciones o proceso de atención.

## Clasificación
En Atención Primaria de Salud los episodios de atención se clasifican mediante la Clasificación Internacional de Atención Primaria, ya que se puede valorar la accesibilidad, la integralidad y el grado en que se cubren la mayoría de las necesidades sanitarias personales, y los demás componentes de las definiciones de médico general/de familia. Además, el uso de la CIAP permite modular la incertidumbre, de forma que problemas inicialmente etiquetados exclusivamente como razón de consulta (Códigos 1-30) pueden ser redefinidos, en función de la evolución o pruebas practicadas, a códigos de enfermedad categorizada (Códigos 70-99). Ej.: Paciente que acude por síntoma aislado de Ansiedad (P05) que posteriormente se cronifica generando un Estado de Ansiedad (P74).